# Miss Fame
Miss Fame é o nome artístico e alter-ego de Kurtis Dam-Mikkelsen (San Luis Obispo,GA, 30 de março de 1985), uma drag queen, maquiador, modelo editorial e cantor americano, que ganhou uma grande notoriedade ao participar em 2015 da 7.ª temporada do reality show RuPaul's Drag Race. Antes de participar do reality, Fame já era conhecida pelo seu trabalho como modelo editorial e maquiador. Em meados de 2015 ela deu inicio a sua carreira musical, lançando o seu primeiro single "Rubber Doll" em 28 de abril de 2015, do seu álbum de estréia, "Beauty Marked", lançado em 9 de junho de 2015, que conta com as participações de Alaska Thunderfuck e Violet Chachki, ex participantes de RuPaul's Drag Race.

## Biografia
Kurtis Dam-Mikkelsen nasceu no dia 30 de março de 1985  em San Luis Obispo em uma cidade agrícola da Califórnia. Com sua mãe tendo problemas com drogas, Kurtis foi morar com seus avós aos seis meses de vida, em uma fazenda com centenas de galinhas, vacas e estradas de terra, isso explica seu amor por galinhas. Kurtis sempre foi fascinado pela beleza, ele buscava observar a beleza na natureza, nas pessoas e nas coisas. Na juventude logo percebeu que não se encaixava na vida no campo.

## Carreira
Ainda na califórnia, Dam-Mikkelsen começou a trabalhar como modelo editorial masculino. Em 2011, quando sua carreira começou a crescer ele logo deixou a costa oeste e se mudou para Nova York, seguindo o conselho do fotógrafo de moda e amigo Mike Ruiz. Em Nova York ele começou a trabalhar como maquiador, na qual começou também a modelar e executar a sua drag queen “Miss Fame”. 
A partir daí, ela começou a trabalhar com grandes fotógrafos das celebridades, como Mary McCartney, que a deu destaque em seu livro "Devoted". Fame veio a aparecer em “Half-Drag”, uma série de fotos feita por Leland Bobbe que atraiu a atenção internacional e foi destaque na revista feminina de moda mais importante do mundo, a Vogue Itália. Ela também foi fotografada para “Gorgeous”, um projeto dos fotógrafos Rob Lebow e Masha Kupets que envolveram Armen Ra, Candis Cayne, e Tammie Brown. Embora o sucesso como modelo editorial, os talentos de Miss Fame não estão reservados apenas em suas sessões de fotos. Ela teve a oportunidade de desfilar durante o New York Fashion Week e mais tarde foi abordada para filmar um documentário curto para a rede alemã RTL. Embora a Fame ame a câmera, ela também trabalha como maquiador para diversas celebridade e lendas do mundo Drag, como Ève Salvail, Snooki e JWoww, Martha Wash, Wendy Williams, e Michael Urie.
Em 2013, ela finalmente começou a expor suas habilidades como maquiador, realizando tutorial de maquiagem na internet, ganhando vários apreciadores. Em 2014, Fame apareceu no videoclipe "Opulence" da cantora Brooke Candy, dirigido por Steven Klein, bem como no vídeo de Jennifer Hudson "Go All Night". E fez uma aparição no programa Snooki & JWOWW da MTV. Em 7 de dezembro do mesmo ano, Fame foi anunciada como uma das participantes da 7.ª temporada do reality show RuPaul's Drag Race
Durante o reality, Fame foi muito elogiada por sua beleza e belos looks, ela foi eliminada no nono episódio, "Divine Inspiração", ficando em sétimo da classificação geral. Depois de sua eliminação, deu inicio a sua careira de cantor, lançando o vídeo da música "Rubber Doll", que foi o primeiro single de seu álbum de estréia "Beauty Marked". O álbum foi lançado no dia 09 de junho de 2015, e contou com a participações de Alaska Thunderfuck e Violet Chachki, drags ex participantes de RuPaul's Drag Race.

## Discografia

### Álbum
| Título        | Detalhes                                                                                        | Posição  | Posição |
| Título        | Detalhes                                                                                        | US Dance | US Heat |
| ------------- | ----------------------------------------------------------------------------------------------- | -------- | ------- |
| Beauty Marked | - Lançamento: 09 de Junho de 2015 - Gravadora: Sidecar Records - Formatos: CD, Download digital | 17       | 25      |

### Singles
| T´tulo        | Ano  | Álbum         |
| ------------- | ---- | ------------- |
| "Rubber Doll" | 2015 | Beauty Marked |
| "InstaFame"   | 2015 | Beauty Marked |

### Outras Participações
| Título             | Ano  | Outro Artista               | Álbum                        |
| ------------------ | ---- | --------------------------- | ---------------------------- |
| "Drag Race (tema)" | 2015 | RuPaul                      | RuPaul Presents: CoverGurlz2 |
| "Tan with You"     | 2015 | Trixie Mattel, Pearl, Katya | Nenhum                       |

## Filmografia

### Filme
| Ano  | Título            | Papel     | Ref.   |
| ---- | ----------------- | --------- | ------ |
| 2015 | A Change of Heart | Ela mesma | [ 15 ] |

### Televisão
| Ano  | Título             | Papel                    | Notas                       | Ref.   |
| ---- | ------------------ | ------------------------ | --------------------------- | ------ |
| 2014 | Snooki & Jwoww     | Ela mesma                | Episodio: "What a Drag!"    | [ 16 ] |
| 2015 | RuPaul's Drag Race | Ela mesma (participante) | 7.ª temporada - 7º Colocada | [ 17 ] |

### Web serie
| Ano           | Título          | Papel                    | Notas                           | Ref.   |
| ------------- | --------------- | ------------------------ | ------------------------------- | ------ |
| 2014–presente | Painted by Fame | Ela mesma                | Tutorial de Maquiagem           | [ 18 ] |
| 2015          | Untucked        | Ela mesma (participante) | Web serie de RuPaul's Drag Race | [ 19 ] |

### Videoclipes
| Título             | Ano  | Diretor              | Ref.                |
| ------------------ | ---- | -------------------- | ------------------- |
| "Drag Race (tema)" | 2015 | Kurtis Dam-Mikkelsen | [carece de fontes?] |
| "Tan with You"     | 2015 | RuPaul               |                     |
| "Rubber Doll"      | 2015 | Ben Simkins          | [ 20 ]              |
| "InstaFame"        | 2015 | Ben Simkins          | [ 13 ]              |

### Aparições em Videoclipes
| Título                                                    | Ano  | Diretor      | Ref.   |
| --------------------------------------------------------- | ---- | ------------ | ------ |
| "Save the Queen" (Garek)                                  | 2012 | Desconhecido |        |
| "Supermodel" (2013 Edit) (RuPaul)                         | 2013 | Marco Ovando |        |
| "Go All Night" (Gorgon City participação Jennifer Hudson) | 2014 | Roboshobo    | [ 21 ] |
| "Opulence" (Brooke Candy)                                 | 2014 | Steven Klein | [ 22 ] |
| "My Animal" (Garek)                                       | 2015 | Mike Ruiz    | [ 23 ] |